# Chiquita Barreto
Amelia (Chiquita) Barreto Burgos, (Caaguazú, 1947), es una docente y escritora paraguaya.
Culminó sus estudios en la Facultad de Pedagogía de la Universidad Católica, posee una Maestría en Antropología Social. 
Autora de varios textos entre ellos Con pena y Sin gloria, Con el alma en la piel (9 relatos eróticos), Septiembre para Manolo (poemas de carácter elegiaco dedicado a su hijo muerto) y otros cuentos y artículos publicados en suplementos y revistas literarias.
Escribe casi siempre sobre una realidad fatídica en donde la resignación, la indiferencia y la superficialidad en las relaciones son los ejes que aplastan la convivencia cotidiana y permiten a la vez, curiosamente, la supervivencia en un medio dominado por la hipocresía y la opresión.  
Vive en Asunción desde el año 1999.

## Producción Narrativa
| Obra                                  | Año  | Editorial        |
| ------------------------------------- | ---- | ---------------- |
| Aquello que no fuimos                 | 2019 | Servilibro       |
| ¿Donde van los gatos cuando llueve?   | 2017 | Servilibro       |
| Tiempo y destiempo                    | 2017 | Servilibro       |
| Los nombres que habito                | 2015 | Fausto Ediciones |
| El amparo del tiempo                  | 2012 | Servilibro       |
| La voz negada                         | 2011 | Servilibro       |
| Mujeres de cera                       | 2009 | Servilibro       |
| De estrellas y barro somos (Poemario) | 2007 | Servilibro       |
| Historias pequeñas                    | 2007 | Servilibro       |
| Una siesta asombrosa                  | 2006 | Servilibro       |
| Jazmines y cenizas (Poemario)         | 2005 | Servilibro       |
| Ese extraño que me habita             | 2002 | Arandurã         |
| Con pena y sin gloria                 | 2001 | RP Ediciones     |

## Premios
- Premio Literario Roque Gaona - Año 2015 - Novela galardonada "Los nombres que habito"

## Frases Célebres
- "Lo importante fue nacer, no importa donde ni cuándo".